# 阿真蒂納河
阿真蒂納河（意大利语：Argentina）是意大利的河流，位於該國西北部因佩里亞省，河道全長36公里，流域面積220平方公里，平均流量每秒1立方米，河畔城鎮有特廖拉，最終注入利古里亞海。
43°50′N 7°51′E / 43.833°N 7.850°E